# Хамид, Халид (общественный деятель)
Барон Халид Хамид, (англ. Khalid Hameed, Baron Hameed, родился 1 июля 1941 года) — председатель Alpha Hospital Group, председатель и главный исполнительный директор Лондонской международной больницы. В прошлом — главный исполнительный директор больницы Кромвеля в Лондоне. Родился в Лакхнау, Индия.

## Профессиональная деятельность
Хамид является руководителем Совета Содружества по молодёжным обменам (Commonwealth Youth Exchange Council), членом правления Британского мусульманского исследовательского центра (British Muslim Research Centre) и Фонда этнических меньшинств (Ethnic Minorities Foundation), исполнительным членом Фонда Маймонида и попечителем фонда Уильяма Литтла (The Little Foundation). Он является руководителем организации International Students House и вице-президент Общества друзей Британской библиотеки (Friends of the British Library).

## Межрелигиозная деятельность
Хамид поддерживает различные благотворительные организации и был награждён премией Штернберга (Sternberg Award) за 2005 год за вклад в развитие христианско-мусульманско-еврейских отношений. В 2007 году ему было присвоено звание Посла мира Федерацией за всеобщий мир. Будучи председателем межконфессионального Института Вульфа, Хамид читает лекции на темы межконфессионального примирения и сотрудничества.

## Государственные титулы и награды
Хамид обладатель нескольких национальных и международных наград Великобритании и других стран. Он удостоен Ордена Британской империи в 2004 году.
Королева Великобритании назначила его верховным шерифом Большого Лондона (High Sheriff of Greater London) на 2006—2007 годы первым из британцев азиатского происхождения. Его супруга д-р Газала Афзал была назначена верховным шерифом Большого Лондона на 2015—2016 годы.
В феврале 2007 года Комиссия по назначениям Палаты лордов объявила, что Хамид станет пожизненным пэром и будет независимым членом Палаты представителей. Будучи опубликован 27 марта 2007 года его титул пэра — барон Хамид из Хэмпстеда в Камдене.
Правительство Индии наградило Хамида орденами Падма Шри в 1992 году и Падма Бхушан в 2009 году.